# Hypoponera fenestralis
Hypoponera fenestralis är en myrart som först beskrevs av José María Alfono Félix Gallardo 1918.  Hypoponera fenestralis ingår i släktet Hypoponera och familjen myror. Inga underarter finns listade i Catalogue of Life.